# Liste der denkmalgeschützten Objekte in Železná Ruda
Grundlage dieser Liste der denkmalgeschützten Objekte in Železná Ruda ist die ÚSKP-Liste (Ústřední seznam kulturních památek České republiky, deutsch Zentrale Liste der Kulturdenkmäler der Tschechischen Republik), die von der tschechischen Denkmalschutzbehörde NPÚ (Národní památkový ústav, deutsch Nationale Denkmalbehörde) seit 1987 geführt wird und an die seit dem Jahr 1850 geschaffenen Listen anschließt.

## Denkmalgeschützte Objekte nach Ortsteilen
| Lage                                                           | Objekt | Beschreibung | ÚSKP-Nr.                  | Bild |
| -------------------------------------------------------------- | --- | --- | ------------------------- | --- |
| Železná Ruda, Klostermannovo náměstí 43 (Standort)             | Pfarrhaus                                                                                                 | Zweistöckiges Pfarrhaus auf rechteckigem Grundriss, mit Mansarde. | 106375 Info Katalog       | Pfarrhaus                                                                                                 |
| Železná Ruda, Klostermannovo náměstí, Nr. 40 (Standort)        | Kirche Unserer Lieben Frau von der immerwährenden Hilfe                                                   | Kirche Unserer Lieben Frau von der immerwährenden Hilfe. Barockkirche aus den Jahren 1727–1732 an der Stelle einer älteren Kapelle. | 38232/4-3520 Info Katalog | weitere Bilder                                                                                            |
| Železná Ruda, Klostermannovo náměstí 1 (Standort)              | Schloss Železná Ruda                                                                                      | Vierflügeliges kleines Schlossgebäude mit einem kleinen rechteckigen Innenhof. Ab dem späten 17. Jahrhundert mit zahlreichen jüngeren Modifikationen. | 44235/4-4567 Info Katalog | Schloss Železná Ruda                                                                                      |
| Železná Ruda, vor dem ehemaligen Schloss, Nr. 519/6 (Standort) | Denkmal für den militärischen Aufstand                                                                    | Denkmal für den militärischen Aufstand von 1919. Ein prismatisches Granitdenkmal, das an die Ereignisse des Sommers 1919 erinnert, als sich die ehemaligen Legionäre in Železná Ruda und Umgebung auflehnten.                                                                            | 36303/4-3523 Info Katalog | Denkmal für den militärischen Aufstand                                                                    |
| Železná Ruda, Friedhof, Nr. 17/4 (Standort)                    | Ein Denkmal am Grab der Opfer des Todesmarsches und ein Denkmal am Grab der drei Soldaten der Roten Armee | Ein Ensemble von zwei Denkmälern auf dem Stadtfriedhof, die an die tragischen Ereignisse des Zweiten Weltkriegs erinnern. | 20769/4-4112 Info Katalog | Ein Denkmal am Grab der Opfer des Todesmarsches und ein Denkmal am Grab der drei Soldaten der Roten Armee |
| Železná Ruda, Sklářská, Nr. 69/37 (Standort)                   | Statue des Hl. Johannes von Nepomuk                                                                       | Statue St. Johannes von Nepomuk. Auf einem niedrigen prismatischen Granitsockel befindet sich eine Sandsteinstatue des Heiligen in Lebensgröße. Barocke Steinskulptur aus der Zeit vor der Mitte des 18. Jahrhunderts.                                                                   | 31217/4-3522 Info Katalog | Statue des Hl. Johannes von Nepomuk                                                                       |
| Železná Ruda, Špičácká, Nr. 61 (Standort)                      | Kapelle St. Antonius und St. Barbara                                                                      | Eine kleine Backsteinkapelle mit ungefähr quadratischem Grundriss auf der Ostseite mit einem halbkreisförmigen Chor und einem Walmdach über der Eingangsfassade auf der Westseite, getragen von 2 Säulen. Ein prismatischer Glockenturm auf dem Dach. Erste Hälfte des 19. Jahrhunderts. | 22511/4-3524 Info Katalog | weitere Bilder                                                                                            |
| Železná Ruda, Lyžařská 54 (Standort)                           | Haus Nr. 54                                                                                               | Landhaus. Ein Fachwerkhaus auf einem hohen Steinfundament mit angrenzendem Schuppen. Die Fachwerkwände des Hauses sind mit Schindeln bedeckt. Erhaltenes traditionelles Berghaus aus dem späten 18. Jahrhundert.                                                                         | 14050/4-4098 Info Katalog | Haus Nr. 54                                                                                               |

### Hojsova Stráž
| Lage                                                                                          | Objekt                             | Beschreibung | ÚSKP-Nr.                  | Bild                           |
| --------------------------------------------------------------------------------------------- | ---------------------------------- | --- | ------------------------- | ------------------------------ |
| Hojsova Stráž, südöstlicher Teil des Dorfes, Nr. 195 (Standort)                               | Kirche der Unbefleckten Empfängnis | Kirche der Unbefleckten Empfängnis. klassizistische Kirche, die 1824–1826 an der Stelle einer früheren Holzkapelle erbaut wurde. Zu den ursprünglichen Strukturen gehören das Fachwerk und das Presbyterium, alle Gewölbe, Holzdecken im Turm und der Chor.                                                        | 47187/4-4041 Info Katalog | weitere Bilder                 |
| Hojsova Stráž, Hojsova Stráž 1 (Standort)                                                     | Pfarrhaus                          | Pfarrhaus. Barockgebäude im Erdgeschoss aus der Mitte des 18. Jahrhunderts. Pfarrhaus, Umfassungsmauer, Garten. | 17373/4-4102 Info Katalog | Pfarrhaus                      |
| Hojsova Stráž, auf dem Bergsattel zwischen Großem und Kleinem Prenet, Prenet Nr. 5 (Standort) | Kapelle der heiligen Kunigunde     | Kapelle St. Kunigunde (Kunhuta). Eine abgelegene Kapelle mit einem rechteckigen Kirchenschiff, ein Presbyterium und eine Sakristei, ein polygonaler Glockenturm auf dem Dachfirst. Barockgebäude aus dem 18. Jahrhundert, erbaut an der Stelle einer älteren gotischen Kapelle. Ehemalige bedeutende Pilgerstätte. | 22131/4-3793 Info Katalog | Kapelle der heiligen Kunigunde |